# A Lesson in Romantics
A Lesson in Romantics è il primo album in studio del gruppo musicale statunitense Mayday Parade, pubblicato nel 2007.

## Tracce
1. Jamie All Over – 3:36
2. Black Cat – 3:23
3. When I Get Home, You're So Dead – 3:13
4. Jersey – 3:29
5. If You Wanted a Song Written About You, All You Had to Do Was Ask – 4:04
6. Miserable at Best – 5:20
7. Walk on Water or Drown – 3:29
8. Ocean and Atlantic – 3:30
9. I'd Hate to Be You When People Find Out What This Song Is About – 4:01
10. Take This to Heart – 4:07
11. Champagne's for Celebrating (I'll Have a Martini) – 3:58
12. You Be the Anchor That Keeps My Feet on the Ground, I'll Be the Wings That Keep Your Heart in the Clouds – 4:40

## Formazione
Formazione come da libretto.
Mayday Parade
- Derek Sanders – voce, tastiera
- Jason Lancaster – voce, chitarra ritmica
- Alex Garcia – chitarra solista
- Brooks Betts – chitarra ritmica
- Jeremy Lenzo – basso, voce secondaria
- Jake Bundrick – batteria, percussioni

Altri musicisti
- Daniele Lancaster – voce in Jamie All Over